# TON 618
TON 618是一个位于猎犬座靠近银道坐标北极的极度扭曲并拥有极高亮度的类星体，具体点说TON 618属于無線电噪类星体，并发出宽的吸收谱线。TON 618内部存在的黑洞可能是可觀測宇宙质量最大的黑洞之一，等于407亿倍太阳质量。

## 历史
由于直到1963年类星体才被人类正式了解，TON 618在其首次被发现时仍不了解其本质。TON 618是在1957年的一次关于位于银河平面的暗蓝星（主要是白矮星）的调查中被发现的。TON 618是由位于墨西哥托南钦特拉天文台的0.7m施密特望远镜拍摄的，同时TON 618在感光片上呈现明显的紫外线标记，并被托南钦特拉目录（Tonantzintla Catalogue）命名为TON 618。
在1970年，在博洛尼亚的一次无线电波研究中发现了由TON 618放射出的无线电波，从而证实TON 618其实是一个类星体。之后玛丽-海伦-乌尔里希获得了TON 618在马克唐纳天文台的光谱，TON 618表现出的发射谱线更加证实了其类星体的本质。根据乌尔里希对于TON 618红移的推导表明，TON 618十分扭曲并拥有极大质量，因此TON 618可能是目前已知的光度最高的类星体之一。

## 特大质量黑洞
作为类星体，TON 618被认为有着环绕星系中心超大质量黑洞的吸积盘存在。TON 618发出的光的历史预计有108亿年。TON 618周围的星系在地球上是不可见的，因为类星体过于明亮掩盖了周围的星系。TON 618的绝对星等达到了-30.7等，功率为4×1040瓦特，相当于1.4×1014太阳亮度，是宇宙中最明亮的天体之一。
同其他类星体一样，TON 618的光谱包含宽谱区域内的发射谱线，主要是由比吸积盘距离远得多的冷气形成。TON 618光谱内的发射谱线异常的宽，这表明外层气体有着非常快的速度，其H-β线表明风速约为7000千米/秒。因此TON 618的中心黑洞一定能产生相当强的引力。根据类星体辐射出的光度，可以计算出其宽谱线区域的大小。而根据环绕区域的大小与速度通过万有引力定律表明，TON 618中心黑洞质量大约为660亿太阳质量，因此被认为可能是质量最大的黑洞。
2019年，Ge及其同事利用CIV发射线（Hβ的另一种光谱线）进行了最新测量，使用的数据与Shemmer早先论文相同，发现周围气体的相对速度降低到了2761±423千米/秒，这表明黑洞的质量实际为407亿倍太阳质量，低于之前的估计值。

## 外部鏈接
- （英文）NASA動畫說明包括TON 618 在內的黑洞的相對大小